# مدة تعاقدية
المدة التعاقدية هي «أي حكم يشكل جزءًا من العقد».
كل مصطلح يؤدي إلى التزام التعاقدي، يمكن أن يؤدي خرقه إلى التقاضي، لم يتم ذكر جميع الشروط بشكل صريح وبعض الشروط تحمل خطورة قانونية أقل لأنها ملحقة بأهداف العقد.

## تصنيف المصطلح

### الحالة أو الضمان
الشروط هي شروط تذهب إلى جذر العقد، إن خرق الشرط يخول للطرف البريء إنهاء العقد. الضمان أقل ضرورة من الشرط، وبالتالي فإن العقد سيبقى خرقًا، خرق أي شرط أو ضمان سيؤدي إلى أضرار.
إنها مسألة موضوعية في الواقع ما إذا كان المصطلح يذهب إلى جذر العقد. على سبيل التوضيح، التزام الممثلة بأداء ليلة الافتتاح للإنتاج المسرحي هو شرط، حين أن التزام المغني بالأداء خلال الأيام الثلاثة الأولى من التدريب هو ضمان.
قد يعلن النظام الأساسي أيضًا أن مصطلح أو طبيعة المدة شرط أو ضمان، على سبيل المثال،ينص قانون بيع البضائع لعام 1979 -المملكة المتحدة-على أن المصطلحات المتعلقة بالعنوان والوصف والجودة والعينة -كما هو موضح في القانون -وهي شروط يتم حفظها في ظروف محددة محددة.

### مصطلح ابتكاري
أنشأ اللورد ديبلوك، في شركة شركة هونج كونج فير للملاحة المحدودة ضد كاواساكي كيسن كايشا ذ.م.م، مفهوم مصطلح باطني، قد ينتهك خرقه أو لا يصل إلى جذر العقد اعتمادًا على طبيعة الخرق. خرق هذه الشروط، كما هو الحال مع جميع الشروط، سيؤدي إلى الأضرار. يعتمد ما إذا كان يرفض العقد أم لا على ما إذا تمت إزالة المنفعة القانونية للعقد من الطرف البريء. فضل ميجاغو، في عام 1970، استخدام التصنيف الكلاسيكي في حالة أو ضمان بسبب اليقين القانوني. تم تفسير ذلك من قبل مجلس اللوردات على أنه مجرد تقييد لتطبيقه في شركة ريردون سميث لاين المحدودة ضد هانسن تانجين .

## الإنفاذ
- النفخة (حديث المبيعات): إذا لم يكن هناك شخص عاقل يسمع هذا البيان سيأخذه على محمل الجد، فهو نفخة، ولا يتوفر أي إجراء في العقد إذا ثبت أن البيان خاطئ. قد يُشار إليها أيضًا باسم «الانتفاخ». هذا أمر شائع في الإعلانات التلفزيونية.
- التمثيل: التمثيل عبارة عن بيان واقعي لا يرقى إلى مدة العقد ولكنه عبارة لا يضمنها صانع البيان. هذا لا يؤدي إلى أي التزام تعاقدي ولكن قد يصل إلى الضرر، على سبيل المثال التحريف.
- المصطلح: المصطلح مشابه للتمثيل، ولكن حقيقة البيان مضمونة من قبل الشخص الذي أدلى بالبيان وبالتالي يؤدي إلى التزام تعاقدي. لأغراض خرق العقد، يمكن تصنيف المصطلح أيضًا كشرط أو ضمان أو مصطلح فطري.
- التوقيت : إذا تم إبرام العقد بعد وقت قصير من إصدار البيان، فهذا مؤشر قوي على أن البيان دفع الشخص إلى الدخول في العقد. عقد أسبوع من المفاوضات بشأن بيع سيارة لم يكن سوى تمثيل في Routledge v McKay
- محتوى البيان : من الضروري مراعاة ما قيل في سياق معين، وهو ما لا علاقة له بأهمية البيان.
- المعرفة والخبرة : في قضية Oscar Chess Ltd v Williams ، ذكر شخص يبيع سيارة إلى تاجر سيارات مستعملة، وفقًا لوثيقة تم استلامها عند شرائها، أنها كانت من طراز موريس عام 1948، عندما تبين أنها سيارة موديل 1939. قيل أن البيان لم يصبح مصطلحًا لأن الشخص المعقول في موقع تاجر السيارات لم يكن ليعتقد أن الشخص عديم الخبرة كان سيضمن صحة البيان. في قضية ديك بنتلي برودكشنز المحدودة ضد هارولد سميث (موتورز) ليمتد ، باع تاجر سيارة تفيد بأنها قطعت 20 ألف ميل منذ تجديد المحرك. كان الرقم الحقيقي حوالي 100000. عقد هذا كان مصطلح. كان التاجر «في وضع يسمح له بمعرفة تاريخ السيارة أو على الأقل معرفة تاريخها. يمكنه الحصول عليه عن طريق الكتابة إلى صانعي. هو معملش كده. في الواقع تم ذلك في وقت لاحق. عندما تم فحص تاريخ هذه السيارة، تبين أن تصريحه كان خاطئًا تمامًا. كان عليه أن يعرف أفضل. لم يكن هناك أساس معقول لذلك».
- التخفيض في الكتابة : عندما يتم دمج العقد في الكتابة، من المحتمل أن يتم حذف الشروط المنطوقة السابقة، المحذوفة من التوحيد، إلى التمثيلات. قضية شركة عقارات البتولا باراماونت. (1956) شريطة أن تستمر المصطلح المنطوق المهم للغاية حتى إذا تم حذفه من الدمج المكتوب؛ تتعلق هذه الحالة بجودة الصنعة في بناء منزل.

تحدد قاعدة أدلة الإفراج المشروط الأشياء التي يمكن أخذها في الاعتبار عند محاولة تفسير العقد.توقفت هذه القاعدة عمليا عن العمل بموجب قانون المملكة المتحدة، ولكنها لا تزال تعمل في القانون الأسترالي.

## حيث القابلية
قد يتم التعبير عن مصطلح أو ضمنا. يتم تحديد مصطلح صريح من قبل الأطراف أثناء التفاوض أو مكتوب في وثيقة تعاقدية. لم يتم ذكر الشروط الضمنية ولكن مع ذلك تشكل حكما في العقد.

### شروط ضمنية في الواقع
أنشأ مجلس الملكة الخاص اختبارًا من خمس مراحل في شركة BP Refinery (Westernport) Pty Ltd v Shire of Hastings . ومع ذلك، فقد وجهت محكمة الاستئناف الإنجليزية ملاحظة تحذير فيما يتعلق بقضية BP في قضية Philips Electronique Grand Public SA ضد شركة British Sky Broadcasting Ltd التي وصف فيها Master of the Rolls الاختبار بأنه «مضلل تقريبًا» في بساطته.
1. المعقولية والإنصاف: يجب أن يكون المصطلح الضمني معقولًا ومنصفًا. في Biotechnology Australia Pty Ltd v Pace ، [2] تم عقد مصطلح يفرض ضررًا أو عبئًا كبيرًا على الطرف الآخر من غير المرجح أن يكون عادلاً.
2. فعالية الأعمال: يجب أن يكون المصطلح الضمني ضروريًا لفعالية الأعمال للعقد. على سبيل المثال، إذا أدى المصطلح ببساطة إلى عمل العقد بشكل أفضل، فهذا لا يتناسب مع هذا المعيار. هذا هو المبدأ المنصوص عليه في The Moorcock.[3] ابتكر القاضي الذي يرأس الجلسة مفهومًا غريبًا للمارة الضعيفة ؛ إذا كان المارة الخبيثة يقترحون مصطلحًا ومن المرجح أن يرد الطرفان بكلمة «أوه، بالطبع»، فهذا يعني ضمنيًا المصطلح.
3. الوضوح: إن المصطلح واضح لدرجة أنه لا يحتاج إلى قول. علاوة على ذلك، يجب أن يكون هناك شيء واحد فقط من شأنه أن يعني ضمنا من قبل الأطراف. على سبيل المثال، في Codelfa Construction Pty Ltd ضد هيئة السكك الحديدية الحكومية في نيو ساوث ويلز ، لا يمكن تضمين مصطلح يتعلق بعدم قدرة شركة البناء على العمل ثلاث نوبات في اليوم لأنه لم يكن واضحًا ما هو الشكل الذي ستتخذه. في القانون الإنجليزي، تم تأسيس هذا المبدأ في حالة Spring v NASDS ، [4] في سياق عقد عضوية النقابات العمالية.
4. تعبير واضح: يجب أن يكون المصطلح قادرًا على التعبير الواضح. لا يلزم معرفة تقنية محددة.
5. الاتساق: لا يجوز أن يتعارض المصطلح الضمني مع مصطلح صريح.

قضت المحكمة العليا في أستراليا أن الاختبار في BP ينطبق فقط على العقود الرسمية. في حالة العقد غير الرسمي، حيث لم يحاول الطرفان تحديد الشروط الكاملة، ينبغي أن تعني المحاكم مصطلحًا عند الإشارة إلى النية المفترضة للطرفين، شريطة أن تكون المدة المحددة ضرورية للتشغيل الفعال للعقد. واقترحت المحكمة العليا بعبارات ضمنية في العقد غير الرسمي أنه يلزم اتباع نهج مرن. في الحالة التي يكون فيها من الواضح أن الأطراف لم تحاول توضيح الشروط الكاملة لعقدهم، ينبغي للمحكمة أن تشير إلى مصطلح بالإشارة إلى النوايا المفترضة للطرفين إذا، ولكن فقط إذا، يمكن ملاحظة أن إن تضمين مصطلح معين ضروري للتشغيل المعقول أو الفعال لعقد من هذا النوع في ظروف القضية. يبقى الوضوح أيضًا عنصرًا مهمًا في الإشارة إلى مصطلح في عقد غير رسمي.

### الشروط المنصوص عليها في القانون
هذه مصطلحات تم تضمينها في العلاقات الموحدة.

#### القانون العام
- وضع مجلس مدينة ليفربول ضد إيروين مصطلحًا يتم تضمينه في جميع العقود المبرمة بين المستأجر والمالك والتي يُلزم المالك بإبقاء المناطق المشتركة في حالة إصلاح معقولة.
- أثبتت شركة Wong Mee Wan v Kwan Kin Travel Services Ltd أنه عندما تتعاقد شركة سياحية لتقديم الخدمات، فإن مصطلحًا يعني ضمنيًا أن هذه الخدمات سيتم تنفيذها بواجب ورعاية معقولين.

#### قانوني
يتم توفير القواعد التي تحكم العديد من العقود في قوانين متخصصة تتعامل مع مواضيع معينة. معظم الدول، على سبيل المثال، لديها قوانين تتعامل مباشرة مع بيع السلع، ومعاملات الإيجار، والممارسات التجارية. على سبيل المثال، اعتمدت كل ولاية أمريكية باستثناء لويزيانا المادة 2 من القانون التجاري الموحد، الذي ينظم عقود بيع البضائع. أهم التشريعات التي تنطوي على شروط بموجب قانون المملكة المتحدة هي قانون بيع البضائع لعام 1979، ولوائح حماية المستهلك (البيع عن بعد) لعام 2000 وقانون توريد السلع والخدمات لعام 1982 والتي تتضمن شروطًا في جميع العقود التي يتم بموجبها بيع السلع أو تقديم الخدمات.

### الشروط التي تنطوي عليها العادة أو التجارة
عادة ما يكون المرء ملزماً بعادة الصناعة التي يوجد فيها. للإشارة إلى مصطلح بسبب العرف أو التجارة، يجب على المرء أن يثبت وجود هذه العادة، التي يجب أن تكون سيئة السمعة، مؤكدة، قانونية ومعقولة.

### دورة التعامل
إذا قام طرفان بإجراء الأعمال بانتظام بشروط معينة، فقد يُفترض أن الشروط هي نفسها لكل عقد مبرم، إذا لم يتم الاتفاق صراحة على خلاف ذلك. يجب أن يكون الطرفان قد تعاملا في مناسبات عديدة وكانا على علم بالمصطلح المفترض أنه يعني ضمنا. في هولير ضد رامبلر موتورز ليمتد، كانت أربع مناسبات على مدى خمس سنوات كافية. في شركة كرين تأجير كوربذ.م.م ضد شركة إيبسويتش مصنع تأجير ذ.م.م، تم اعتبار الشروط المكتوبة ضمنية في عقد شفوي لم يتم ذكر شروط مكتوبة فيه.

### بحسن نية
من الشائع أن تتم كتابة المفاوضات المطولة في وثيقة رؤساء الاتفاقي-غير موقعة في بعض الأحيان، وأحيانًا تسمى «خاضعة للعقد»- والتي تتضمن فقرة تفيد بأنه سيتم التفاوض على بقية الاتفاقية. على الرغم من أن هذه القضايا قد يبدو أنها تندرج في فئة الاتفاق للموافقة، فإن المحاكم الأسترالية ستلزم بالتفاوض بحسن نية شريطة استيفاء شروط معينة:
- كانت المفاوضات متقدمة بشكل جيد وتم وضع نسبة كبيرة من الشروط؛ و
- هناك آلية ما لحل الخلافات إذا انهارت المفاوضات.

اختبار ما إذا كان الشخص قد تصرف بحسن نية هو اختبار ذاتي؛ تشير الحالات إلى الصدق، وربما أيضا المعقولية. لا يوجد مصطلح ضمني ضمن القانون العام البريطاني: لقد قام اللورد ديننغ بمحاولة في سلسلة من القضايا خلال السبعينيات والثمانينيات، لكنها لم تعد تعتبر «قانونًا جيدًا». [بحاجة لمصدر] يفرض التشريع الأوروبي هذا الواجب، ولكن فقط في ظروف معينة. [بحاجة لمصدر]

الشروط غير العادلة في لوائح عقود المستهلك لعام 1999  reg 8 تجعل أي مدة تعاقدية «غير عادلة» غير فعالة إذا تم إجراؤها بين البائع أو المورد والمستهلك. توضح المادة 5 من الصك القانوني بمزيد من التفصيل مفهوم «غير عادل»، وهو أمر جديد إلى حد ما في القانون الإنجليزي. مصطلح «غير عادل» هو مصطلح في شكل قياسي (على وجه التحديد لم يتم التفاوض عليه بشكل فردي) «يسبب اختلالًا كبيرًا في حقوق والتزامات الأطراف الناشئة بموجب العقد على حساب المستهلك». يجب أن يظهر أيضًا المصطلح يفتقر إلى «حسن النية»؛ فشلت المطالبة في المدير العام لـ Fair Trading v First National Bank plc ، حيث إن إلغاء سعر فائدة مرتفع نسبيًا (التقصير عن معدلات الابتزاز) يعني أن المقترض كان بإمكانه تجاهل أسعار الفائدة بأمان في اتفاقيات القروض (انظر المملكة المتحدة متطلبات التنازل عن المشورة المالية / المشورة المالية للمستهلكين في اتفاقيات القروض الاستهلاكية الرئيسية) وأن المقرضين ذوي الأسعار المرتفعة لن يتلقوا أي فائدة.

## عقود «خاضعة»

### أربع فئات
1. يلتزم الطرفان على الفور بالصفقة، لكنهما ينويان إعادة صياغة الصفقة في عقد أكثر رسمية لا يكون له تأثير مختلف؛ أو
2. اتفق الطرفان تمامًا على الشروط، لكنهما جعلا تنفيذ بعض الشروط في العقد مشروطًا بإنشاء عقد رسمي؛ أو
3. إنه مجرد اتفاق للموافقة على الافتقار إلى النية المطلوبة لإنشاء علاقات قانونية، وستكون الصفقة ملزمة فقط ما لم وإلى أن يتم صياغة العقد الرسمي.

كانت السلطات اللاحقة على استعداد للاعتراف بفئة رابعة بالإضافة إلى تلك المذكورة في Masters v Cameron.
1. ينوي الطرفان الالتزام الفوري بالشروط المتفق عليها ويتوقعان إنشاء عقد آخر كبديل للعقد الأولي الذي سيحتوي على شروط إضافية (إذا تم الاتفاق عليه).

### حالة طارئة
إذا حدد العقد «خاضع للتمويل»، فقد يفرض التزامات معينة على المشتري:
إذا كان العقد صامتًا على مستوى الجهد المطلوب من قبل طالب التمويل (المشتري عادة) للحصول على تمويل، فقد يكون طالب التمويل خاضعًا لواجب ضمني للتعاون. علاوة على ذلك، ما إذا كان طالب التمويل قد يطالب بشكل صحيح بعدم الوفاء بشرط محتمل، على الرغم من رضاه الحقيقي عن التمويل الذي حصل عليه قبل انتهاء الشرط المشروط، لم يتم البت فيه في Meehan v Jones .
ويجوز أيضًا الإشارة إلى مخصصات «خاضعة للتمويل» بشروط طارئة، والتي تندرج تحت فئتين: سابقة الشرط وشرط لاحق. الشروط السابقة هي الشروط التي يجب الالتزام بها قبل أن يطلب الطرفان تنفيذ العقد مع الشروط اللاحقة، لا تحتاج الأطراف إلى تنفيذ العقد إذا لم يكن الشرط بعد (مثل الشهادة الرسمية لممارسة في دورة معينة من أعمال). عدم الوفاء بشرط محتمل يعني أن الأطراف ليست مطالبة بأداء جانبهم من الصفقة المعنية.